# Samazan
Samazan település Franciaországban, Lot-et-Garonne megyében. Lakosainak száma 855 fő (2022. január 1.). Samazan Fourques-sur-Garonne, Bouglon, Guérin, Montpouillan és Sainte-Marthe községekkel határos.

## Népesség
A település népessége az elmúlt években az alábbi módon változott:
| Lakosok száma | 745  | 683  | 732  | 831  | 838  | 855  | 884  | 895  | 897  | 855  |
|               | 1968 | 1982 | 1990 | 2006 | 2013 | 2015 | 2017 | 2019 | 2020 | 2022 |